# Новогодний шеф
«Новогодний шеф» — российский фильм 2023 года режиссёра Василия Ровенского.

## Сюжет
У владельца модного столичного ресторана Виктора (Павел Прилучный) под Новый год возникают проблемы: уходит шеф-повар со всей командой, а на праздничную ночь все столики уже забронированы. Получая заказанные в меню пирожные-трубочки, он знакомится с Олесей (Зоя Бербер) — владелицей частной «кухни на дому». Виктор обращается к ней с предложением стать шеф-поваром на новогоднюю ночь. Она отказывается, поскольку обещала своему сыну праздник с салютами, но Виктор уговаривает её, обещая это устроить, и Олеся соглашается.
В новогоднюю ночь в ресторан собираются пары с разными проблемами, но стоит им попробовать блюда от новогоднего шеф-повара, как проблемы чудесным образом решаются. И вот уже категорично недовольная будущей невесткой мама вспоминает свою молодость и меняет отношение к выбору сына. Вот муж-изменщик бросает любовницу и возвращается к жене, которая его прощает, но и покинутая любовница недолго грустит, находя свою любовь. Вот пожилая гостья, у которой диагностировали неизлечимую болезнь, узнаёт, что диагноз ошибочный, и она совершенно здорова.
Но нужно решить и проблему самого новогоднего шефа — устроить новогоднюю сказку с салютом для её сына. И это уже задача Виктора.

## В ролях
- Павел Прилучный — Виктор, владелец ресторана
- Зоя Бербер — Олеся
- Мария Дмитриева — Алиса, администратор ресторана
- Владислав Миллер — Рома, официант
- Кристина Корбут — Даша, официант
- Юлия Сулес — Зина, уборщица
- Роберт Захарян — Ларик, повар
- Андрей Петелько — Кирилл, сын Олеси
- Ирина Ракшина — Татьяна Александровна, мама Олеси
- Илья Любимов — Слава, отец Даши
- Дарья Урсуляк — Лиза, мама Даши
- Ирина Темичева — Катя, любовница Славы
- Павел Ворожцов — Михаил, бывший банковский служащий
- Ефим Петрунин — Паша, врач
- Кристина Вайнас — Ирина, медсестра, девушка Паши
- Галина Сазонова — Элла Борисовна, мама Паши
- Андрей Ургант — Даниил Львович, папа Паши
- Аристарх Ливанов — Николай Петрович
- Ольга Волкова — Антонина Михайловна, супруга Николая Петровича

## Показ
Фильм вышел в кинопрокат 14 декабря 2023 года, в первый уикенд вошёл в пятёрку лидеров, но уже на следующей неделе перед Новым годом выбыл из ТОП-10 проката, уступив таким «новогодним» релизам как «Ёлки 10» и «Манюня: Новогодние приключения», всего фильм посмотрели 203 466 зрителей, кассовые сборы составили 62 398 972 рублей (около 700 000 $).
В российском онлайн-прокате в январе 2024 года фильм занял среди зрителей «Иви» третье место по популярности, среди аудитории KION и Okko — четвёртое и шестое соответственно.

## Рецензии
- Валерий Кичин — Почему в комедии «Новогодний шеф» не веришь волшебным перевоплощениям // Российская газета — Федеральный выпуск, № 284(9229), 14 декабря 2023
- Владислав Шуравин — Рецензия на фильм «Новогодний шеф» — праздничную комедию с Павлом Прилучным // Фильм.ру, 14 декабря 2023
- Борис Гришин — Рецензия на фильм «Новогодний шеф» // Кино Mail, 13 декабря 2023
- Александр Колесников — Рецензия на фильм «Новогодний шеф» // ИВИ, 11 января 2024
- София Маргацкая — Мне совсем не нужен мир, где мы с тобой друг другу не нужны: рецензия на фильм «Новогодний шеф» // KudaGo, 15 декабря 2023